# Dobrovnița, Pazardjik
Dobrovnița (în bulgară Добровница) este un sat în comuna Pazardjik, regiunea Pazardjik,  Bulgaria. 

## Demografie
Componența etnică a satului Dobrovnița
     Romi (9,34%)
     Bulgari (88,26%)
     Nicio identificare (2,1%)
     Altele (0,28%)
La recensământul din 2011, populația satului Dobrovnița era de 1.380 locuitori. Din punct de vedere etnic, majoritatea locuitorilor (88,26%) erau bulgari, cu o minoritate de romi (9,34%). Pentru 2,1% din locuitori nu este cunoscută apartenența etnică.